# Список глав государств в 1950 году
| 1949 ← Список глав государств по годам → 1951 |

В списке перечислены лидеры государств по состоянию на 1950 год. В том случае, если ведущую роль в государстве играет коммунистическая партия, указан как де-юре глава государства — председатель высшего органа государственной власти, так и де-факто — глава коммунистической партии.
Цветом выделены страны, в которых в данном году произошли смены власти вследствие следующих событий:
- Получение страной независимости;
- Военный переворот, революция, всеобщее восстание ;
- Президентские выборы;
- парламентские выборы, парламентский кризис;
- Смерть одного из руководителей страны;
- Иные причины.

## Азия
| | Арабские эмираты (протектораты Великобритании) | |                                                               | |                                                          |  |
| | | Абу-Даби | Эмир                                                          | Шахбут ибн Султан Аль Нахайян | 1928 год—1966 год                                        |  |
| | Аджман | Эмир | Рашид III ибн Хумайд                                          | 1928 год—1981 год |                                                          |  |
| | Дубай | Шейх | Саид ибн Мактум                                               | 1912 год—1958 год |                                                          |  |
| | Рас-эль-Хайма | Эмир | Сакр ибн Мухаммад                                             | 1948 год—2010 год |                                                          |  |
| | Умм-эль-Кайвайн | Эмир | Ахмад II бин Рашид аль-Муалла                                 | 1929 год—1981 год |                                                          |  |
| | Эль-Фуджайра | Шейх | Мохаммед бин Хамад                                            | 1938 год—1974 год |                                                          |  |
| | Шарджа | Шейх | Султан II бин Сакр                                            | 1924 год—1951 год |                                                          |  |
| | Афганистан | Афганистан | Король                                                        | Захир-шах | 1933 год—1973 год                                        |  |
| Премьер-министр                                                                                     | Афганистан | Афганистан | Шах Махмуд-хан                                                | 1946 год—1953 год |                                                          |  |
| | Бахрейн (протекторат Великобритании) | Бахрейн (протекторат Великобритании) | Хаким                                                         | Салман ибн Хамад Аль Халифа | 1942 год—1961 год                                        |  |
| | Союз Бирма | Союз Бирма | Президент                                                     | Со Шве Тай | 1948 год—1952 год                                        |  |
| Премьер-министр                                                                                     | Союз Бирма | Союз Бирма | У Ну                                                          | 1948 год—1956 год, 1957 год—1958 год, 1960 год—1962 год |                                                          |  |
| Шанские княжества                                                                                   | | |                                                               | |                                                          |  |
| | Йонгве | Саофа | Со Шве Тай                                                    | 1926 год—1959 год |                                                          |  |
| Кенгтунг                                                                                            | Саофа | Саи Лонг | 1945 год—1959 год                                             | |                                                          |  |
| Локсок (Ятсок)                                                                                      | Саофа | Хкун Нсар | 1946 год—1959 год                                             | |                                                          |  |
| Мокме                                                                                               | Саофа | Хкун Хконг | 1915 год—1959 год                                             | |                                                          |  |
| Монгнай                                                                                             | Саофа | Сао Пи | 1949 год—1959 год                                             | |                                                          |  |
| Монгпай                                                                                             | саофа | Хкун Пин Нья | 1908 год—1959 год                                             | |                                                          |  |
| Монгпон                                                                                             | Саофа | Хсо Хом | 1947 год—1959 год                                             | |                                                          |  |
| Северное Сенви                                                                                      | Саофа | Хом Хпа | 1915 год—1959 год                                             | |                                                          |  |
| Сипау                                                                                               | Саофа | Кья Сенг | 1947 год—1959 год                                             | |                                                          |  |
| Южное Сенви                                                                                         | Саофа | Хсу Хом | 1946 год—1959 год                                             | |                                                          |  |
| | Бруней (протекторат Великобритании) | Бруней (протекторат Великобритании) | Султан                                                        | Ахмад Таджуддин Омар Али Сайфуддин III | 1924 год—1950 год 1950 год—1967 год                      |  |
| | Бутан | Бутан | Король                                                        | Джигме Вангчук | 1926 год—1952 год                                        |  |
| | Государство Вьетнам | Государство Вьетнам | Президент                                                     | Бао-дай | 1949 год—1955 год                                        |  |
| Премьер-министр                                                                                     | Государство Вьетнам | Государство Вьетнам | Бао-дай Нгуен Фан Лонг Чан Ван Хыу                            | 1949 год—1950 год 1950 год 1950 год—1952 год |                                                          |  |
| | Демократическая Республика Вьетнам | Демократическая Республика Вьетнам | Президент                                                     | Хо Ши Мин | 1945 год—1969 год                                        |  |
| Премьер-министр                                                                                     | Демократическая Республика Вьетнам | Демократическая Республика Вьетнам | Хо Ши Мин                                                     | 1945 год—1955 год |                                                          |  |
| Флаг Израиля                                                                                        | Израиль | Израиль | Президент                                                     | Хаим Вейцман | 1949 год—1952 год                                        |  |
| Флаг Израиля                                                                                        | Израиль | Израиль | Премьер-министр                                               | Давид Бен-Гурион | 1948 год—1954 год, 1955 год—1963 год                     |  |
| | Индия 26 января 1950 года Индийский Союз был преобразован в Республику Индия | Индия 26 января 1950 года Индийский Союз был преобразован в Республику Индия | Король                                                        | Георг VI | 1947 год—1950 год                                        |  |
| Генерал-губернатор                                                                                  | Индия 26 января 1950 года Индийский Союз был преобразован в Республику Индия | Индия 26 января 1950 года Индийский Союз был преобразован в Республику Индия | Чакраварти Раджагопалачария                                   | 1948 год—1950 год |                                                          |  |
| Президент                                                                                           | Индия 26 января 1950 года Индийский Союз был преобразован в Республику Индия | Индия 26 января 1950 года Индийский Союз был преобразован в Республику Индия | Раджендра Прасад                                              | 1950 год—1962 год |                                                          |  |
| Премьер-министр                                                                                     | Индия 26 января 1950 года Индийский Союз был преобразован в Республику Индия | Индия 26 января 1950 года Индийский Союз был преобразован в Республику Индия | Джавахарлал Неру                                              | 1947 год—1964 год |                                                          |  |
| В 1947—1950 годах бывшие княжества Британской Индии присоединились к Индийскому Союзу или Пакистану | Индия 26 января 1950 года Индийский Союз был преобразован в Республику Индия | Индия 26 января 1950 года Индийский Союз был преобразован в Республику Индия |                                                               | |                                                          |  |
| | | Аджайгарх | Савай махараджа                                               | Пунья Пратап Сингх | 1942 год—1950 год                                        |  |
| | Орчха | Махараджа | Вир Сингх II                                                  | 1930 год—1950 год |                                                          |  |
| | Самтхар | Махараджа | Радха Чаран Сингх                                             | 1935 год—1950 год |                                                          |  |
| Флаг Индонезии                                                                                      | Соединённые Штаты Индонезии 17 августа 1950 года, в пятилетнюю годовщину провозглашения независимости Индонезии, Соединённые Штаты Индонезии были официально распущены, а на их месте было образовано унитарное государство Республика Индонезия | Соединённые Штаты Индонезии 17 августа 1950 года, в пятилетнюю годовщину провозглашения независимости Индонезии, Соединённые Штаты Индонезии были официально распущены, а на их месте было образовано унитарное государство Республика Индонезия | Президент                                                     | Сукарно | 1949 год—1950 год                                        |  |
| Флаг Индонезии                                                                                      | Соединённые Штаты Индонезии 17 августа 1950 года, в пятилетнюю годовщину провозглашения независимости Индонезии, Соединённые Штаты Индонезии были официально распущены, а на их месте было образовано унитарное государство Республика Индонезия | Соединённые Штаты Индонезии 17 августа 1950 года, в пятилетнюю годовщину провозглашения независимости Индонезии, Соединённые Штаты Индонезии были официально распущены, а на их месте было образовано унитарное государство Республика Индонезия | Премьер-министр                                               | Сусанто Тиртопроджо Абдул Халим | 1949 год—1950 год 1950 год                               |  |
| Флаг Индонезии                                                                                      | Флаг Индонезии | Индонезия Республика Индонезия образована 17 августа 1950 года в Джакарте. В ее состав вошли все государства упраздненных Соединных штатов Индонезии, а также до этого формально независимые султанаты                                           | Президент                                                     | Ассаат Сукарно | 1949 год—1950 год (1945 год—1949 год, 1950 год—1967 год) |  |
| Флаг Индонезии                                                                                      | Флаг Индонезии | Индонезия Республика Индонезия образована 17 августа 1950 года в Джакарте. В ее состав вошли все государства упраздненных Соединных штатов Индонезии, а также до этого формально независимые султанаты                                           | Премьер-министр                                               | Сусанто Тиртопроджо Абдул Халим Мохаммад Натсир | 1949 год—1950 год 1950 год 1950 год—1951 год             |  |
| | Индонезийские султанаты В 1950 году вошли в состав унитарной Республики Индонезия; формально султанаты сохранились как церемониальные | |                                                               | |                                                          |  |
| | Джокьякарта | Султан | Хаменгкубувоно IX                                             | 1939 год—1950 год/1988 год |                                                          |  |
| | Понтианак | Султан | Шериф Хамид II Алькадри                                       | 1945 год—1950 год |                                                          |  |
| | Суракарта | Сусухунан | Пакубовоно XII                                                | 1945 год—1950 год/2004 год |                                                          |  |
| | Иордания | Иордания | Король                                                        | Абдалла ибн Хусейн | 1946 год—1951 год                                        |  |
| Премьер-министр                                                                                     | Иордания | Иордания | Тавфик Абу аль-Худа Саид аль-Муфти Самир ар-Рифаи             | (1947 год—1950 год, 1951 год—1953 год, 1954 год—1955 год) (1950 год, 1955 год, 1956 год) (1944 год—1945 год, 1947 год, 1950 год—1951 год, 1956 год, 1958 год—1959 год, 1963 год)                                      |                                                          |  |
| | Ирак | Ирак | Король                                                        | Фейсал II | 1939 год—1958 год                                        |  |
| Премьер-министр                                                                                     | Ирак | Ирак | Али Джавдат аль-Айюби Сулейман Тауфик ас-Сувейди Нури ас-Саид | (1934 год—1935 год, 1949 год—1950 год, 1957 год) (1929 год, 1946 год, 1950 год (1930 год—1932 год, 1938 год—1940 год, 1941 год—1944 год, 1946 год—1947 год, 1949 год, 1950 год—1952 год, 1954 год—1957 год, 1958 год) |                                                          |  |
| | Иран | Иран | Шах                                                           | Мохаммед Реза Пехлеви | 1941 год—1979 год                                        |  |
| Премьер-министр                                                                                     | Иран | Иран | Мохаммед Саед Али Мансур Хадж Али Рамзара                     | 1944 год, 1948 год—1950 год (1940 год—1941 год, 1950 год) 1950 год—1951 год |                                                          |  |
| | Йеменское королевство | Йеменское королевство | Король                                                        | Ахмед бен Яхья Хамидаддин | 1948 год—1962 год                                        |  |
| | Йеменские султанаты и шейхства (протекторат Великобритании Аден) | |                                                               | |                                                          |  |
| | | Алави | Шейх                                                          | Салих ибн Сайель аль-Алави | 1940 год—1967 год                                        |  |
| | Акраби | Шейх | Мухаммад ибн Аль-Фадль аль-Акраби                             | 1940 год—1957 год |                                                          |  |
| | Аудхали | султан | Салих ибн Аль-Хусейн                                          | 1928 год—1967 год |                                                          |  |
| | Верхний Аулаки | Султан | Авад ибн Салих                                                | 1935 год—1967 год |                                                          |  |
| | Верхняя Яфа | Султан | Мухаммад II бин Салих аль-Хархара                             | 1948 год—1967 год |                                                          |  |
| | Дали | Эмир | Али II бин Али аль-Амири                                      | 1947 год—1954 год |                                                          |  |
| | Касири | Султан | Аль-Хусейн ибн Али                                            | 1949 год—1967 год |                                                          |  |
| | Куайти | Султан | Салех ибн Галиб аль-Куайти                                    | 1936 год—1956 год |                                                          |  |
| | Лахедж | Султан | Фадл V ибн Абд аль-Карим                                      | 1947 год—1952 год |                                                          |  |
| | Мафлахи | Шейх | Аль-Касим ибн Абд аль-Рахман                                  | 1920 год—1967 год |                                                          |  |
| | Нижний Аулаки | Султан | Насир III ибн Айдарус аль-Аулаки                              | 1947 год—1967 год |                                                          |  |
| | Нижняя Яфа | Cултан | Айдарус ибн Мухсин аль-Афифи                                  | 1925 год—1958 год |                                                          |  |
| | Фадли | Cултан | Абдаллах IV бин Усман аль-Фадли                               | 1941 год—1962 год |                                                          |  |
| | Шаиб | Шейх | Кассем ибн Али аль-Саклади                                    | 1948 год—1954 год |                                                          |  |
| | Камбоджа (протекторат Франции) | Камбоджа (протекторат Франции) | Король                                                        | Нородом Сианук | 1941 год—1955 год, 1993 год—2004 год                     |  |
| | Катар (протекторат Великобритании) | Катар (протекторат Великобритании) | Эмир                                                          | Али бин Абдалла Аль Тани | 1949 год—1960 год                                        |  |
| | Китайская Народная Республика | Китайская Народная Республика | Генеральный секретарь ЦК Коммунистической партии Китая        | Мао Цзэдун | 1943 год—1976 год                                        |  |
| Председатель                                                                                        | Китайская Народная Республика | Китайская Народная Республика | Мао Цзэдун                                                    | 1949 год—1959 год |                                                          |  |
| Премьер Госсовета                                                                                   | Китайская Народная Республика | Китайская Народная Республика | Чжоу Эньлай                                                   | 1949 год—1976 год |                                                          |  |
| | Китайская Республика (Тайвань) | Китайская Республика (Тайвань) | Президент                                                     | Ли Цзунжэнь Чан Кайши | 1949 год—1950 год 1950 год—1975 год                      |  |
| Председатель Исполнительного Юаня                                                                   | Китайская Республика (Тайвань) | Китайская Республика (Тайвань) | Янь Сишань Чэнь Чэн                                           | 1949 год—1950 год (1950 год—1954 год, 1958 год—1963 год) |                                                          |  |
| | Корейская Народно-Демократическая Республика | Корейская Народно-Демократическая Республика | Председатель ЦК Трудовой партии Кореи                         | Ким Ир Сен | 1949 год—1966 год                                        |  |
| Председатель Президиума Верховного народного собрания                                               | Корейская Народно-Демократическая Республика | Корейская Народно-Демократическая Республика | Ким Ду Бон                                                    | 1948 год—1957 год |                                                          |  |
| Председатель кабинета министров                                                                     | Корейская Народно-Демократическая Республика | Корейская Народно-Демократическая Республика | Ким Ир Сен                                                    | 1948 год—1972 год |                                                          |  |
| | Кувейт (протекторат Великобритании) | Кувейт (протекторат Великобритании) | Шейх                                                          | Ахмед аль-Джабер ас-Сабах (Ахмед I) Абдалла ас-Салем ас-Сабах (Абдалла III) | 1921 год—1950 год 1950 год—1961 год                      |  |
| | Лаос (протекторат Франции) | Лаос (протекторат Франции) | Король                                                        | Сисаванг Вонг | 1946 год—1959 год                                        |  |
| Премьер-министр                                                                                     | Лаос (протекторат Франции) | Лаос (протекторат Франции) | Бун Ум Фуи Сананикон                                          | (1949 год—1950 год, 1960 год—1962 год) (1950 год—1951 год, 1958 год—1959 год) |                                                          |  |
| Флаг Ливана                                                                                         | Ливан | Ливан | Президент                                                     | Бишара эль-Хури | 1943 год, 1943 год—1952 год                              |  |
| Флаг Ливана                                                                                         | Ливан | Ливан | Премьер-министр                                               | Риад ас-Сольх | 1943 год—1945 год, 1946 год—1951 год                     |  |
| | Малайская Федерация | Малайская Федерация | Король                                                        | Георг VI | 1948 год—1952 год                                        |  |
| Малайские султанаты (протектораты Великобритании)                                                   | | |                                                               | |                                                          |  |
| | Джохор | Султан | Ибрагим аль Масихур                                           | 1895 год—1957 год |                                                          |  |
| | Кедах | Cултан | Бадлишах                                                      | 1943 год—1958 год |                                                          |  |
| | Келантан | Султан | Ибрагим                                                       | 1944 год—1960 год |                                                          |  |
| | Негери-Сембилан | Ямтуан бесар | Абдул Рахман                                                  | 1933 год—1960 год |                                                          |  |
| | Паханг | Султан | Абу Бакар Риайат ад-дин Муаззам-шах                           | 1932 год—1974 год |                                                          |  |
| | Перак | Султан | Юсуф Иззуддин                                                 | 1948 год—1963 год |                                                          |  |
| | Перлис | Раджа | Путра ибни Ал-Мархум                                          | 1945 год—2000 год |                                                          |  |
| | Селангор | Султан | Хисамуддин                                                    | 1938 год—1960 год |                                                          |  |
| | Тренгану | Султан | Исмаил Насируддин Шах                                         | 1945 год—1979 год |                                                          |  |
| | Мальдивы (протекторат Великобритании) | Мальдивы (протекторат Великобритании) | султан                                                        | Абдул Маджид Диди | 1944 год—1952 год                                        |  |
| | Монгольская Народная Республика | Монгольская Народная Республика | Генеральный секретарь ЦК Монгольской народной партии          | Юмжагийн Цеденбал | 1940 год—1954 год                                        |  |
| Председатель Президиума Великого Государственного Хурала                                            | Монгольская Народная Республика | Монгольская Народная Республика | Гончигийн Бумцэнд                                             | 1940 год—1953 год |                                                          |  |
| Премьер-министр                                                                                     | Монгольская Народная Республика | Монгольская Народная Республика | Хорлогийн Чойбалсан                                           | 1939 год—1952 год |                                                          |  |
| | Непал | Непал | Король                                                        | Трибхуван | 1911 год—1955 год                                        |  |
| Премьер-министр                                                                                     | Непал | Непал | Мохан Шамшер Рана                                             | 1948 год—1951 год |                                                          |  |
| | Оман (протекторат Великобритании) | Оман (протекторат Великобритании) | Султан                                                        | Саид бин Таймур | 1932 год—1970 год                                        |  |
| Флаг Пакистана                                                                                      | Пакистан доминион Великобритании | Пакистан доминион Великобритании | Король                                                        | Георг VI | 1947 год—1952 год                                        |  |
| Флаг Пакистана                                                                                      | Пакистан доминион Великобритании | Пакистан доминион Великобритании | Генерал-губернатор                                            | Хаваджа Назимуддин | 1948 год—1951 год                                        |  |
| Флаг Пакистана                                                                                      | Пакистан доминион Великобритании | Пакистан доминион Великобритании | Премьер-министр                                               | Лиакат Али Хан | 1947 год—1951 год                                        |  |
| Флаг Пакистана                                                                                      | | Дир | Наваб                                                         | Мохаммад Шах Джахан Хан | 1925 год—1960 год                                        |  |
| Флаг Пакистана                                                                                      | | Калат | Хан                                                           | Ахмад Яр | 1933 год—1955 год                                        |  |
| Флаг Пакистана                                                                                      | | Лас Бела | Хан                                                           | Гулям Кадир | 1937 год—1955 год                                        |  |
| Флаг Пакистана                                                                                      | | Макран | Наваб                                                         | Баи Хан Гишки Балох | 1948 год—1955 год                                        |  |
| Флаг Пакистана                                                                                      | | Хунза | мир                                                           | Мухаммад Джамаль Хан | 1945 год—1974 год                                        |  |
| | Саудовская Аравия | Саудовская Аравия | Король                                                        | Абдул-Азиз Аль Сауд | 1932 год—1953 год                                        |  |
| | Сикким В 1950 году Сикким стал протекторатом Индии | Сикким В 1950 году Сикким стал протекторатом Индии | Чогьял                                                        | Таши Намгьял | 1914 год—1963 год                                        |  |
| | Сирия | Сирия | Президент                                                     | Хашим Аль-Атаси | 1936 год—1939 год, 1949 год—1951 год, 1954 год—1955 год  |  |
| Премьер-министр                                                                                     | Сирия | Сирия | Халед Аль-Азем Назим аль-Кудси                                | (1941 год, 1946 год, 1948 год—1949 год, 1949 год—1950 год, 1951 год, 1962 год—1963 год) (1949 год, 1950 год—1951 год)                                                                                                 |                                                          |  |
| Флаг Таиланда                                                                                       | Таиланд | Таиланд | Король                                                        | Рама IX (Пхумипон Адульядет) | 1946 год—2016 год                                        |  |
| Флаг Таиланда                                                                                       | Таиланд | Таиланд | Премьер-министр                                               | Пибун Сонгкрам (Плек Пибунсонгкрам) | 1938 год—1944 год, 1948 год—1957 год                     |  |
| | Тибет | Тибет | Далай-лама                                                    | Далай-лама XIV (Тэнцзин Гьямцхо) | 1940 год—1951 год                                        |  |
| | Турция | Турция | Президент                                                     | Исмет Инёню Махмуд Джеляль Баяр | 1938 год—1950 год 1950 год—1960 год                      |  |
| Премьер-министр                                                                                     | Турция | Турция | Шемсеттин Гюналтай Али Аднан Мендерес                         | 1949 год—1950 год 1950 год—1960 год |                                                          |  |
| | Филиппины | Филиппины | Президент                                                     | Эльпидио Кирино | 1948 год—1953 год                                        |  |
| | Цейлон (доминион Великобритании) | Цейлон (доминион Великобритании) | Король                                                        | Георг VI | 1948 год—1952 год                                        |  |
| Генерал-губернатор                                                                                  | Цейлон (доминион Великобритании) | Цейлон (доминион Великобритании) | Гервальд Рэмсботам                                            | 1949 год—1954 год |                                                          |  |
| Премьер-министр                                                                                     | Цейлон (доминион Великобритании) | Цейлон (доминион Великобритании) | Дон Стивен Сенанаяке                                          | 1948 год—1952 год |                                                          |  |
| | Южная Корея | Южная Корея | Президент                                                     | Ли Сын Ман | 1948 год—1960 год                                        |  |
| Премьер-министр                                                                                     | Южная Корея | Южная Корея | Ли Бом Сок Син Сон Мо Чан Мён                                 | 1948 год—1950 год 1950 год (1950 год—1952 год, 1960 год—1961 год) |                                                          |  |
| | Япония | Япония | Император                                                     | Хирохито (император Сёва) | 1926 год—1989 год                                        |  |
| Премьер-министр                                                                                     | Япония | Япония | Сигэру Ёсида                                                  | 1946 год—1947 год, 1948 год—1954 год |                                                          |  |

## Африка
| Флаг               | Страна                                 | Страна                                 | Должность                             | Имя | Начало и конец срока                 | Фото |
| ------------------ | -------------------------------------- | -------------------------------------- | ------------------------------------- | --- | ------------------------------------ | ---- |
|                    | Буганда (протекторат Великобритании)   | Буганда (протекторат Великобритании)   | кабака                                | Мутеса II | 1939 год—1962 год                    |      |
|                    | Бурунди (Подопечная территория ООН)    | Бурунди (Подопечная территория ООН)    | Мвами (король)                        | Мвамбутса IV | 1915 год—1966 год                    |      |
|                    | Египет                                 | Египет                                 | Король                                | Фарук I | 1936 год—1952 год                    |      |
| Премьер-министр    | Египет                                 | Египет                                 | Хусейн Сирри-паша Мустафа Наххас-паша | (1940 год—1942 год, 1949 год—1950 год, 1952 год) (1928 год, 1930 год, 1936 год—1937 год, 1942 год—1944 год, 1950 год—1952 год) |                                      |      |
|                    | Занзибар (протекторат Великобритании)  | Занзибар (протекторат Великобритании)  | Султан                                | Халифа ибн Харуб | 1911 год—1960 год                    |      |
|                    | Киренаика                              | Киренаика                              | Эмир                                  | Мухаммад Идрис ас-Сануси | 1949 год—1951 год                    |      |
|                    | Либерия                                | Либерия                                | Президент                             | Уильям Табмен | 1944 год—1971 год                    |      |
|                    | Марокко (протекторат Франции)          | Марокко (протекторат Франции)          | Султан                                | Мухаммед V | 1927 год—1953 год, 1955 год—1957 год |      |
|                    | Руанда (Подопечная территория ООН)     | Руанда (Подопечная территория ООН)     | мвами                                 | Мутара III | 1931 год—1959 год                    |      |
|                    | Салум (протекторат Франции)            | Салум (протекторат Франции)            | маад                                  | Фоде Но Гуйе Диуф | 1935 год—1969 год                    |      |
|                    | Свазиленд (протекторат Великобритании) | Свазиленд (протекторат Великобритании) | нгвеньяма (король)                    | Собуза II | 1899 год—1982 год                    |      |
|                    | Тунис (протекторат Франции)            | Тунис (протекторат Франции)            | Бей                                   | Мухаммад VIII аль-Амин | 1943 год—1956 год                    |      |
|                    | Эфиопия                                | Эфиопия                                | Император                             | Хайле Селассие | 1930 год—1936 год, 1941 год—1974 год |      |
| Премьер-министр    | Эфиопия                                | Эфиопия                                | Мэконнын Эндалькачоу                  | 1942 год—1957 год |                                      |      |
|                    | Южно-Африканский Союз                  | Южно-Африканский Союз                  | Король                                | Георг VI | 1936 год—1952 год                    |      |
| Генерал-губернатор | Южно-Африканский Союз                  | Южно-Африканский Союз                  | Гидеон Бранд ван Зюль                 | 1946 год—1950 год |                                      |      |
| Премьер-министр    | Южно-Африканский Союз                  | Южно-Африканский Союз                  | Даниель Франсуа Малан                 | 1948 год—1954 год |                                      |      |

## Европа
| Флаг                                                             | Страна                                    | Страна                                    | Должность                                                                   | Имя | Начало и конец срока | Фото |
| ---------------------------------------------------------------- | ----------------------------------------- | ----------------------------------------- | --------------------------------------------------------------------------- | --- | --- | ---- |
| Флаг Австрии                                                     | Австрия                                   | Австрия                                   | Федеральный президент                                                       | Карл Реннер Леопольд Фигль (и. о.)                                                                          | 1945 год—1950 год 1950 год—1951 год                                                                                         |      |
| Флаг Австрии                                                     | Австрия                                   | Австрия                                   | Федеральный канцлер                                                         | Леопольд Фигль                                                                                              | 1945 год—1953 год |      |
|                                                                  | Албания                                   | Албания                                   | Первый секретарь Центрального Комитета                                      | Энвер Ходжа                                                                                                 | 1941 год—1985 год |      |
| Председатель Президиума Народного собрания                       | Албания                                   | Албания                                   | Омер Нишани                                                                 | 1946 год—1953 год                                                                                           | |      |
| Председатель Совета министров                                    | Албания                                   | Албания                                   | Энвер Ходжа                                                                 | 1946 год—1954 год                                                                                           | |      |
| Флаг Андорры                                                     | Андорра                                   | Андорра                                   | Соправители                                                                 | Венсан Ориоль Президент Французской Республики                                                              | 1947 год—1954 год |      |
| Флаг Андорры                                                     | Андорра                                   | Андорра                                   | Соправители                                                                 | Рамон Иглеисас-и-Навори Епископ Урхельский                                                                  | 1943 год—1969 год |      |
| Флаг Бельгии                                                     | Бельгия                                   | Бельгия                                   | Король                                                                      | Леопольд III.                                                                                               | 1934 год—1951 год |      |
| Флаг Бельгии                                                     | Бельгия                                   | Бельгия                                   | Премьер-министр                                                             | Гастон Эйскенс Жан Дювьёсар Жозеф Фольен                                                                    | (1949 год—1950 год, 1958 год—1961 год, 1968 год—1973 год) 1950 год 1950 год—1952 год                                        |      |
|                                                                  | Народная Республика Болгария              | Народная Республика Болгария              | Генеральный секретарь ЦК Болгарской коммунистической партии                 | Вылко Червенков                                                                                             | 1949 год—1954 год |      |
| Председатель Президиума Народного собрания                       | Народная Республика Болгария              | Народная Республика Болгария              | Минчо Нейчев Георгий Дамянов                                                | 1947 год—1950 год 1950 год—1958 год                                                                         | |      |
| Председатель Совета министров                                    | Народная Республика Болгария              | Народная Республика Болгария              | Васил Коларов Вылко Червенков                                               | 1949 год—1950 год 1950 год—1956 год                                                                         | |      |
|                                                                  | Ватикан                                   | Ватикан                                   | Папа                                                                        | Пий XII | 1939 год—1958 год |      |
|                                                                  | Великобритания                            | Великобритания                            | Король                                                                      | Георг VI | 1936 год—1952 год |      |
| Премьер-министр                                                  | Великобритания                            | Великобритания                            | Клемент Эттли                                                               | 1945 год—1951 год                                                                                           | |      |
|                                                                  | Венгерская Народная Республика            | Венгерская Народная Республика            | Генеральный секретарь ЦК Венгерской партии трудящихся                       | Матьяш Ракоши                                                                                               | 1948 год—1956 год |      |
| Председатель Президиума Венгерской Народной Республики           | Венгерская Народная Республика            | Венгерская Народная Республика            | Арпад Сакашич Шандор Ронаи                                                  | 1949 год—1950 год 1950 год—1952 год                                                                         | |      |
| Премьер-министр                                                  | Венгерская Народная Республика            | Венгерская Народная Республика            | Иштван Доби                                                                 | 1948 год—1952 год                                                                                           | |      |
|                                                                  | Германская Демократическая Республика     | Германская Демократическая Республика     | Сопредседатели Социалистической единой партия Германии                      | Вильгельм Пик Отто Гротеволь                                                                                | 1946 год—1950 год |      |
| Генеральный секретарь ЦК Социалистической единой партия Германии | Германская Демократическая Республика     | Германская Демократическая Республика     | Вальтер Ульбрихт                                                            | 1950 год—1971 год                                                                                           | |      |
| Президент                                                        | Германская Демократическая Республика     | Германская Демократическая Республика     | Вильгельм Пик                                                               | 1949 год—1960 год                                                                                           | |      |
| Председатель правительства                                       | Германская Демократическая Республика     | Германская Демократическая Республика     | Отто Гротеволь                                                              | 1949 год—1964 год                                                                                           | |      |
|                                                                  | Греция                                    | Греция                                    | Король                                                                      | Павел I | 1947 год—1964 год |      |
| Премьер-министр                                                  | Греция                                    | Греция                                    | Александрос Диомидис Иоаннис Теотокис Софоклис Венизелос Николаос Пластирас | 1949 год—1950 год 1950 год (1950 год, 1950 год—1951 год) (1945 год, 1950 год, 1951 год—1952 год)            | |      |
| Флаг Дании                                                       | Дания                                     | Дания                                     | Король                                                                      | Фредерик IX                                                                                                 | 1947 год—1972 год |      |
| Флаг Дании                                                       | Дания                                     | Дания                                     | Премьер-министр                                                             | Ханс Хеттофт Эрик Эриксен                                                                                   | (1947 год—1950 год, 1953 год—1955 год) 1950 год—1953 год                                                                    |      |
| Флаг Ирландии                                                    | Ирландия                                  | Ирландия                                  | Президент                                                                   | Шон Томас О’Келли                                                                                           | 1945 год—1959 год |      |
| Флаг Ирландии                                                    | Ирландия                                  | Ирландия                                  | Премьер-министр (тишек)                                                     | Джон Костелло                                                                                               | 1948 год—1951 год, 1954 год—1957 год                                                                                        |      |
| Флаг Исландии                                                    | Исландия                                  | Исландия                                  | Президент                                                                   | Свейдн Бьёрнссон                                                                                            | 1944 год—1952 год |      |
| Флаг Исландии                                                    | Исландия                                  | Исландия                                  | Премьер-министр                                                             | Оулавюр Триггвасон Торс Стейнгримюр Стейнтоурссон                                                           | (1942 год, 1944 год—1947 год, 1949 год—1950 год, 1953 год—1956 год, 1959 год—1961 год, 1962 год—1963 год) 1950 год—1953 год |      |
|                                                                  | Испания                                   | Испания                                   | Каудильо                                                                    | Франсиско Франко                                                                                            | 1936 год—1975 год |      |
| Премьер-министр                                                  | Испания                                   | Испания                                   | Франсиско Франко                                                            | 1938 год—1973 год                                                                                           | |      |
|                                                                  | Италия                                    | Италия                                    | Президент                                                                   | Луиджи Эйнауди                                                                                              | 1948 год—1955 год |      |
| Премьер-министр                                                  | Италия                                    | Италия                                    | Альчиде Де Гаспери                                                          | 1945 год—1953 год                                                                                           | |      |
|                                                                  | Лихтенштейн                               | Лихтенштейн                               | Князь                                                                       | Франц Иосиф II                                                                                              | 1938 год—1989 год |      |
| Премьер-министр                                                  | Лихтенштейн                               | Лихтенштейн                               | Александр Фрик                                                              | 1945 год—1962 год                                                                                           | |      |
| Флаг Люксембурга                                                 | Люксембург                                | Люксембург                                | Великая герцогиня                                                           | Шарлотта | 1919 год—1964 год |      |
| Флаг Люксембурга                                                 | Люксембург                                | Люксембург                                | Премьер-министр                                                             | Пьер Дюпон                                                                                                  | 1937 год—1953 год |      |
| Флаг Монако                                                      | Монако                                    | Монако                                    | Князь                                                                       | Ренье III                                                                                                   | 1949 год—2005 год |      |
| Флаг Монако                                                      | Монако                                    | Монако                                    | Премьер-министр                                                             | Жак Рюэф Пьер Вуазар                                                                                        | 1949 год—1950 год 1950 год—1953 год                                                                                         |      |
| Флаг Нидерландов                                                 | Нидерланды                                | Нидерланды                                | Королева                                                                    | Юлиана | 1948 год—1980 год |      |
| Флаг Нидерландов                                                 | Нидерланды                                | Нидерланды                                | Премьер-министр                                                             | Виллем Дрес                                                                                                 | 1948 год—1958 год |      |
| Флаг Норвегии                                                    | Норвегия                                  | Норвегия                                  | Король                                                                      | Хокон VII                                                                                                   | 1905 год—1957 год |      |
| Флаг Норвегии                                                    | Норвегия                                  | Норвегия                                  | Премьер-министр                                                             | Эйнар Герхардсен                                                                                            | 1945 год—1951 год, 1955 год—1963 год, 1963 год—1965 год                                                                     |      |
| Флаг Польши                                                      | Польская Народная Республика              | Польская Народная Республика              | Председатель ЦК Польской объединенной рабочей партии                        | Болеслав Берут                                                                                              | 1948 год—1956 год |      |
| Флаг Польши                                                      | Польская Народная Республика              | Польская Народная Республика              | Президент                                                                   | Болеслав Берут                                                                                              | 1947 год—1952 год |      |
| Флаг Польши                                                      | Польская Народная Республика              | Польская Народная Республика              | Председатель Совета министров                                               | Юзеф Циранкевич                                                                                             | 1947 год—1952 год |      |
|                                                                  | Португалия                                | Португалия                                | Президент                                                                   | Ошкар Кармона                                                                                               | 1926 год—1951 год |      |
| Премьер-министр                                                  | Португалия                                | Португалия                                | Антониу ди Салазар                                                          | 1932 год—1968 год                                                                                           | |      |
|                                                                  | Румынская Народная Республика             | Румынская Народная Республика             | Генеральный секретарь ЦК Румынской коммунистической партии                  | Георге Георгиу-Деж                                                                                          | 1944 год—1954 год |      |
| Председатель Президиума Великого национального собрания          | Румынская Народная Республика             | Румынская Народная Республика             | Константин Пархон                                                           | 1948 год—1952 год                                                                                           | |      |
| Премьер-министр                                                  | Румынская Народная Республика             | Румынская Народная Республика             | Петру Гроза                                                                 | 1945 год—1952 год                                                                                           | |      |
| Флаг Сан-Марино                                                  | Сан-Марино                                | Сан-Марино                                | Капитаны-регенты                                                            | Винченцо Педини и Агостино Бьорди Джузеппе Форчеллини и Примо Таддеи Марино Делла Бальда и Луиджи Монтирони | 1949 год—1950 год 1950 год 1950 год—1951 год                                                                                |      |
|                                                                  | Союз Советских Социалистических Республик | Союз Советских Социалистических Республик | Генеральный секретарь ЦК ВКП(б)                                             | Иосиф Сталин                                                                                                | 1925 год—1952 год |      |
| Председатель Президиума Верховного Совета СССР                   | Союз Советских Социалистических Республик | Союз Советских Социалистических Республик | Николай Шверник                                                             | 1946 год—1953 год                                                                                           | |      |
| Председатель Совета министров                                    | Союз Советских Социалистических Республик | Союз Советских Социалистических Республик | Иосиф Сталин                                                                | 1946 год—1953 год                                                                                           | |      |
|                                                                  | Федеративная Республика Германии          | Федеративная Республика Германии          | Федеральный президент                                                       | Теодор Хойс                                                                                                 | 1949 год—1959 год |      |
| Федеральный канцлер                                              | Федеративная Республика Германии          | Федеративная Республика Германии          | Конрад Аденауэр                                                             | 1949 год—1963 год                                                                                           | |      |
|                                                                  | Финляндия                                 | Финляндия                                 | Президент                                                                   | Юхо Кусти Паасикиви                                                                                         | 1946 год—1956 год |      |
| Премьер-министр                                                  | Финляндия                                 | Финляндия                                 | Карл-Август Фагерхольм Урхо Калева Кекконен                                 | (1948 год—1950 год, 1956 год—1957 год, 1958 год—1959 год) (1950 год—1953 год, 1954 год—1956 год)            | |      |
|                                                                  | Франция                                   | Франция                                   | Президент                                                                   | Венсан Ориоль                                                                                               | 1947 год—1954 год |      |
| Премьер-министр                                                  | Франция                                   | Франция                                   | Жорж Бидо Анри Кёй Рене Плевен                                              | 1949 год—1950 год (1948 год—1949 год, 1950 год, 1951 год) (1950 год—1951 год, 1951 год—1952 год)            | |      |
|                                                                  | Чехословацкая Социалистическая Республика | Чехословацкая Социалистическая Республика | Президент                                                                   | Клемент Готвальд                                                                                            | 1948 год—1953 год |      |
| Генеральный секретарь ЦК Коммунистической партии Чехословакии    | Чехословацкая Социалистическая Республика | Чехословацкая Социалистическая Республика | Рудольф Сланский                                                            | 1945 год—1951 год                                                                                           | |      |
| Премьер-министр                                                  | Чехословацкая Социалистическая Республика | Чехословацкая Социалистическая Республика | Антонин Запотоцкий                                                          | 1948 год—1953 год                                                                                           | |      |
| Флаг Швейцарии                                                   | Швейцария                                 | Швейцария                                 | Президент                                                                   | Макс Птипьер                                                                                                | 1950 год, 1955 год, 1960 год                                                                                                |      |
|                                                                  | Швеция                                    | Швеция                                    | Король                                                                      | Густав V Густав VI Адольф                                                                                   | 1907 год—1950 год 1950 год—1973 год                                                                                         |      |
| Премьер-министр                                                  | Швеция                                    | Швеция                                    | Таге Фритьоф Эрландер                                                       | 1946 год—1969 год                                                                                           | |      |
|                                                                  | Югославия                                 | Югославия                                 | Генеральный секретарь Центрального Комитета                                 | Иосип Броз Тито                                                                                             | 1945 год—1980 год |      |
| Председатель Президиума Народной скупщины Югославии              | Югославия                                 | Югославия                                 | Иван Рибар                                                                  | 1945 год—1953 год                                                                                           | |      |
| Председатель Правительства                                       | Югославия                                 | Югославия                                 | Иосип Броз Тито                                                             | 1945 год—1963 год                                                                                           | |      |

## Океания
| Флаг                | Страна                             | Должность          | Имя                                  | Начало и конец срока | Фото |
| ------------------- | ---------------------------------- | ------------------ | ------------------------------------ | -------------------- | ---- |
|                     | Австралия                          | Король             | Георг VI                             | 1936 год—1952 год    |      |
| Генерал-губернатор  | Австралия                          | Уильям Маккелл     | 1947 год—1953 год                    |                      |      |
| Премьер-министр     | Австралия                          | Роберт Мензис      | 1939 год—1941 год, 1949 год—1966 год |                      |      |
| Флаг Новой Зеландии | Новая Зеландия                     | Король             | Георг VI                             | 1936 год—1952 год    |      |
| Флаг Новой Зеландии | Новая Зеландия                     | Генерал-губернатор | Бернард Фрейберг                     | 1946 год—1952 год    |      |
| Флаг Новой Зеландии | Новая Зеландия                     | Премьер-министр    | Сидней Холланд                       | 1949 год—1957 год    |      |
| Флаг Тонги          | Тонга (протекторат Великобритании) | Королева           | Салоте Тупоу III                     | 1918 год—1965 год    |      |
| Флаг Тонги          | Тонга (протекторат Великобритании) | Премьер            | Тауфа’ахау Тупоулахи                 | 1949 год—1957 год    |      |

## Северная и Центральная Америка
| Флаг                          | Страна                    | Должность                                               | Имя                                                  | Начало и конец срока                                     | Фото |
| ----------------------------- | ------------------------- | ------------------------------------------------------- | ---------------------------------------------------- | -------------------------------------------------------- | ---- |
|                               | Гаити                     | Президент                                               | Дюмарсе Эстиме Франк Лаво(и. о.) Поль Эжен Маглуар   | 1946 год—1950 год (1946 год, 1950 год) 1950 год—1956 год |      |
| Флаг Гватемалы                | Гватемала                 | Президент                                               | Хуан Хосе Аревало                                    | 1945 год—1951 год                                        |      |
| Флаг Гондураса                | Гондурас                  | Президент                                               | Хуан Мануэль Гальвес                                 | 1949 год—1954 год                                        |      |
| Флаг Доминиканской Республики | Доминиканская Республика  | Президент                                               | Рафаэль Трухильо                                     | 1930 год—1938 год, 1942 год—1952 год                     |      |
|                               | Канада                    | Король                                                  | Георг VI                                             | 1936 год—1952 год                                        |      |
| Генерал-губернатор            | Канада                    | Харольд Александер                                      | 1946 год—1952 год                                    |                                                          |      |
| Премьер-министр               | Канада                    | Луи Сен-Лоран                                           | 1948 год—1957 год                                    |                                                          |      |
|                               | Коста-Рика                | Президент                                               | Отилио Улате Бланко                                  | 1949 год—1953 год                                        |      |
|                               | Куба                      | Президент                                               | Карлос Прио Сокаррас                                 | 1948 год—1952 год                                        |      |
| Премьер-министр               | Куба                      | Мануэль Антонио де Варона-и-Лоредо Феликс Ланcис Санчес | 1948 год—1950 год 1950 год—1951 год                  |                                                          |      |
|                               | Мексика                   | Президент                                               | Мигель Алеман Вальдес                                | 1946 год—1952 год                                        |      |
|                               | Никарагуа                 | Президент                                               | Виктор Мануэль Роман-и-Рейес Анастасио Сомоса Гарсиа | 1947 год—1950 год (1937 год—1947 год, 1950 год—1956 год) |      |
|                               | Панама                    | Президент                                               | Арнульфо Ариас Мадрид                                | 1940 год—1941 год, 1949 год—1951 год, 1968 год           |      |
| Флаг Сальвадора               | Сальвадор                 | Президент                                               | Революционный правящий совет Оскар Осорио Эрнандес   | 1948 год—1950 год 1950 год—1956 год                      |      |
|                               | Соединённые Штаты Америки | Президент                                               | Гарри Трумэн                                         | 1945 год—1953 год                                        |      |

## Южная Америка
| Флаг                          | Страна    | Должность            | Имя                                           | Начало и конец срока                            | Фото |
| ----------------------------- | --------- | -------------------- | --------------------------------------------- | ----------------------------------------------- | ---- |
| Флаг Аргентины                | Аргентина | Президент            | Хуан Доминго Перон                            | 1946 год—1955 год, 1973 год—1974 год            |      |
| Флаг Боливии                  | Боливия   | Президент            | Мамерто Урриолагоитиао                        | 1949 год—1951 год                               |      |
|                               | Бразилия  | Президент            | Эурику Гаспар Дутра                           | 1946 год—1951 год                               |      |
|                               | Венесуэла | Президент            | Карлос Дельгадо Чальбо Херман Суарес Фламерич | 1948 год—1950 год 1950 год—1952 год             |      |
| Флаг Колумбии                 | Колумбия  | Президент            | Мариано Оспина Перес Лауреано Гомес Кастро    | 1946 год—1950 год 1950 год—1951 год             |      |
|                               | Парагвай  | Президент            | Федерико Чавес Кариага                        | 1949 год—1954 год                               |      |
|                               | Перу      | Президент            | Мануэль Одриа Зенон Норьега Агуэро            | (1948 год—1950 год, 1950 год—1956 год) 1950 год |      |
| Председатель Совета министров | Перу      | Зенон Норьега Агуэро | 1950 год—1954 год                             |                                                 |      |
| Флаг Уругвая                  | Уругвай   | Президент            | Луис Батлье Беррес                            | 1947 год—1951 год                               |      |
| Флаг Чили                     | Чили      | Президент            | Габриэль Гонсалес Видела                      | 1946 год—1952 год                               |      |
| Флаг Эквадора                 | Эквадор   | Президент            | Гало Пласа Лассо                              | 1948 год—1952 год                               |      |

## Комментарии
1. ↑  Скончался 4 июня 1950 года.
2. ↑  Избран 16 мая 1948, занял пост 17 февраля 1949 года.
3. ↑  Избран Учредительным собранием 24 января 1950 года.
4. ↑  Эмир Трансиодании с 1921 года.
5. ↑  Председатель Временного Народного комитета с 8 февраля 1946 года, председатель Народного комитета с 19 февраля 1947 года.
6. ↑  Скончался 31 декабря 1950 года
7. ↑  Исполнял обязанности главы государства до избрания нового федерального президента.
8. ↑  Осенью 1944 года вывезен с семьей в Австрию. После освобождения в мае 1945 года правительство запретило Леопольду как коллаборационисту возвращаться на родину (хотя формально он не был низложен). С 1944 года было установлено регентство брата Леопольда, принца Шарля. На референдуме 12 марта 1950 года более 57 % бельгийцев проголосовало за возвращение короля на престол.
9. ↑  Переизбран на пост Председателя Совета министров на 1-й сессии Народного собрания 19 января 1950 года. Скончался 23 января 1950 года.
10. ↑  Избран на пост Председателя Совета министров на 2-й сессии Народного собрания 1 февраля 1950 года.
11. ↑  Пост учреждён. В.Ульбрихт избран на него 1-м пленумом ЦЕ СЕПГ после III съезда партии.
12. ↑  Правительство ушло в отставку 1 марта 1950 года.
13. ↑  Правительство подало в отставку 24 июня 1950 года.
14. ↑  Свергнут армией поле попытки продлить срок своих полномочий.
15. ↑  Глава военной хунты.
16. ↑  Член военной хунты, министр внутренних дел.
17. ↑  Скончался 6 мая 1950 года.
18. ↑  Похищен и убит 13 ноября 1950 года.
19. ↑  Гражданское лицо, глава Правительственной хунты.